# Country Music Hall of Fame and Museum
Het Country Music Hall of Fame and Museum werd opgericht in 1961 ter behoud en ontwikkeling van de geschiedenis en de tradities van de countrymuziek. Het is gevestigd in Nashville, Tennessee, dat ook wel het centrum van de countrymuziek wordt genoemd. Het is een kunstmuseum en herbergt daarbij de Country Music Hall of Fame dat een eerbetoon is aan toonaangevende countryartiesten.

## Museumstukken
In het museum hangen onder meer de volgende Nudie suits, ofwel de kenmerkende pakken die in de countrymuziek worden gedragen. Deze zijn genoemd naar de ontwerper Nudie Cohn.

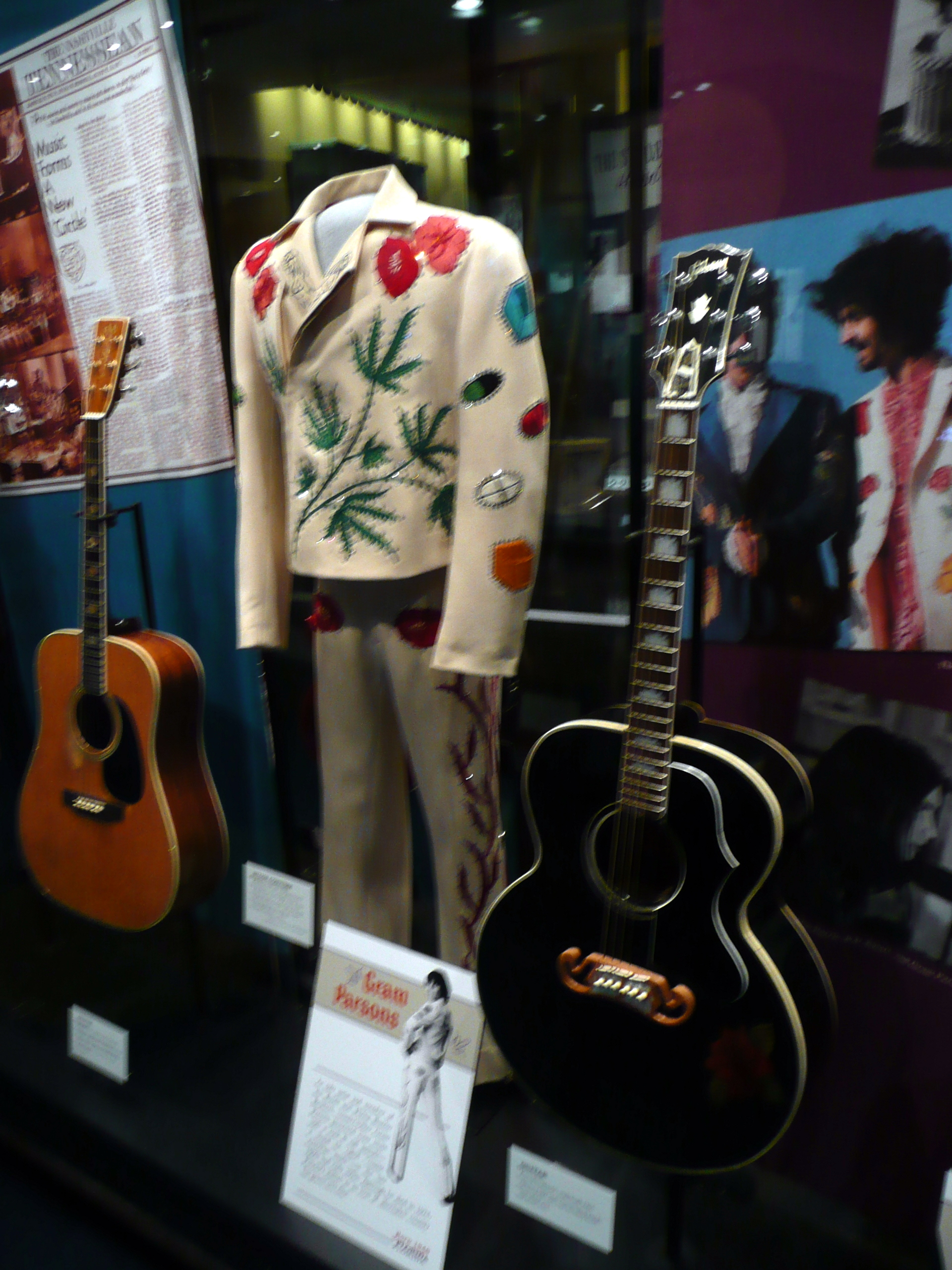
Nudie suit met wietbladen van Gram Parsons
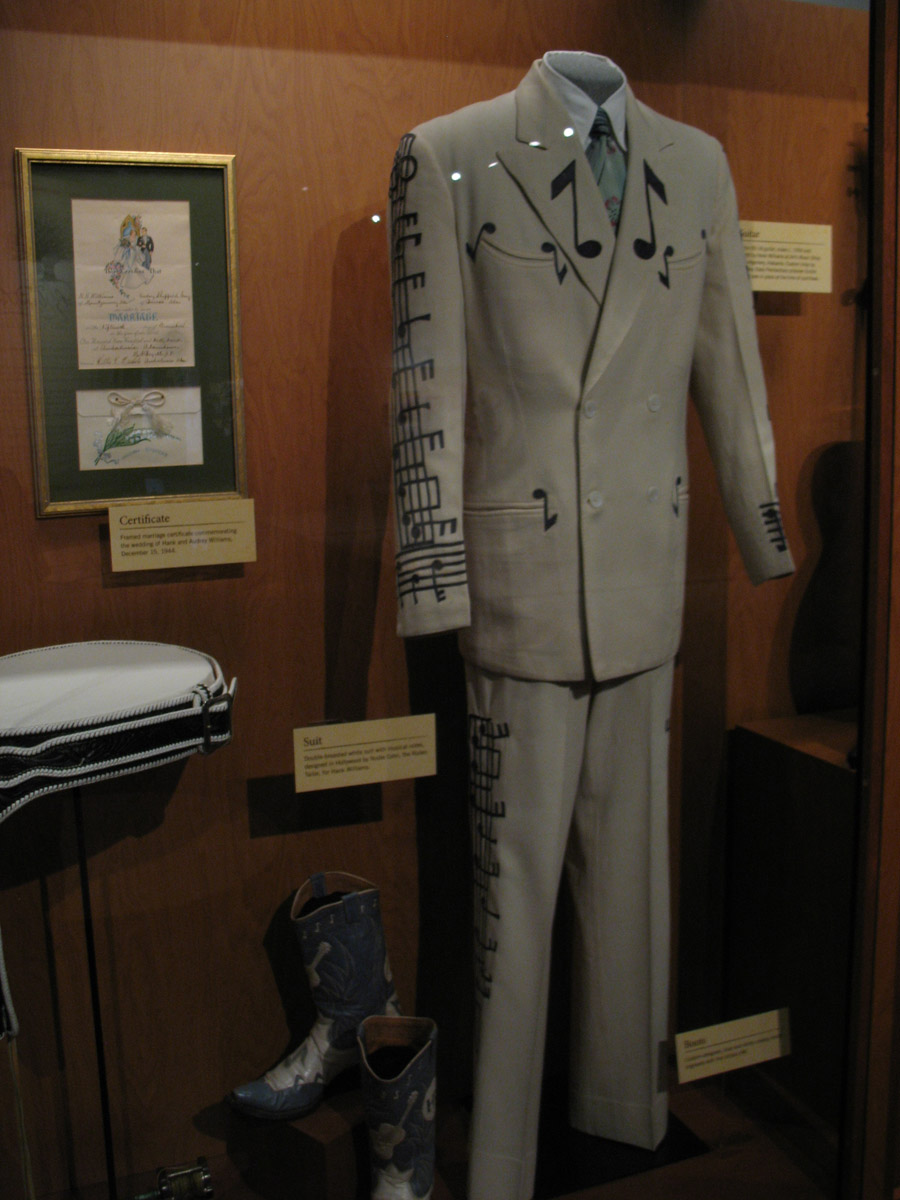
Een Nudie suit van Hank Williams sr.